# Nagaden Kijima-Linie
| Haltestelle Tagami (2001) |                   |                           |             |
| Streckenlänge: | 12,9 km           |                           |             |
| Spurweite: | 1067 mm (Kapspur) |                           |             |
| Stromsystem: | 1500 V =          |                           |             |
| Zweigleisigkeit: | nein              |                           |             |
| |                   |                           |             |
| Gesellschaft: | Nagano Dentetsu   |                           |             |
| \| \| \| von Nagano \| \| \| \| 0,0 \| Shinshū-Nakano (信州中野) \| 1923– \| \| \| \| nach Yudanaka \| 1923– \| \| \| 1,6 \| Nakano-Kita (中野北) \| 1961–2002 \| \| \| 3,6 \| Shikagō (中野北) \| 1925–2002 \| \| \| \| Yomase-gawa \| \| \| \| 4,8 \| Akaiwa (赤岩) \| 1925–2002 \| \| \| 6,3 \| Yanagisawa (柳沢) \| 1925–2002 \| \| \| 8,8 \| Tagami (田上) \| 1926–2002 \| \| \| 11,4 \| Shinano-Yasuda (信濃安田) \| 1925–2002 \| \| \| 12,9 \| Kijima (木島) \| 1925–2002 \| |                   |                           |             |
| Strecke |                   | von Nagano                | von Nagano  |
| Bahnhof | 0,0               | Shinshū-Nakano (信州中野) | 1923–       |
| Abzweig ehemals geradeaus und nach rechts |                   | nach Yudanaka             | 1923–       |
| Haltepunkt / Haltestelle (Strecke außer Betrieb) | 1,6               | Nakano-Kita (中野北)      | 1961–2002   |
| Haltepunkt / Haltestelle (Strecke außer Betrieb) | 3,6               | Shikagō (中野北)          | 1925–2002   |
| Brücke über Wasserlauf (Strecke außer Betrieb) |                   | Yomase-gawa               | Yomase-gawa |
| Haltepunkt / Haltestelle (Strecke außer Betrieb) | 4,8               | Akaiwa (赤岩)             | 1925–2002   |
| Bahnhof (Strecke außer Betrieb) | 6,3               | Yanagisawa (柳沢)         | 1925–2002   |
| Haltepunkt / Haltestelle (Strecke außer Betrieb) | 8,8               | Tagami (田上)             | 1926–2002   |
| Haltepunkt / Haltestelle (Strecke außer Betrieb) | 11,4              | Shinano-Yasuda (信濃安田) | 1925–2002   |
| Kopfbahnhof Streckenende (Strecke außer Betrieb) | 12,9              | Kijima (木島)             | 1925–2002   |

Die Nagaden Kijima-Linie (jap. 長電木島線 Nagaden Kijima-sen) war eine Eisenbahnstrecke auf der japanischen Insel Honshū, die von der Bahngesellschaft Nagano Dentetsu (Nagaden) betrieben wurde. Sie bestand von 1925 bis 2002 und stellte in der Präfektur Nagano eine Verbindung zwischen Nakano und Iiyama her.

## Streckenbeschreibung
Die 12,9 km lange Strecke war in Kapspur (1067 mm) verlegt, eingleisig und mit 1500 V Gleichspannung elektrifiziert. Ihr südlicher Ausgangspunkt war der Bahnhof Shinshū-Nakano, wo sie von der Nagaden Nagano-Linie abzweigte. In nördlicher Richtung folgte sie zunächst dem Unterlauf des Flusses Yomase und führte anschließend entlang der rechten Talseite des Chikuma. Zum Teil betrug die Entfernung zur parallel am gegenüberliegenden Ufer des Chikuma verlaufenden Iiyama-Linie nur einen halben Kilometer. Endstation war der Bahnhof Kijima. Alle acht Bahnhöfe und Haltestellen waren zuletzt nicht mit Personal besetzt.

## Geschichte
Die Bahngesellschaft Saku Tetsudō, die Betreiberin der Koumi-Linie, plante in den 1910er Jahren eine Bahnstrecke, die von Kōfu in der Präfektur Yamanashi bis nach Nagaoka in der Präfektur Niigata reichen sollte. Zusammen mit der heutigen Minobu-Linie sollte dadurch eine gebirgsquerende Verbindung durch die zentralen Japanischen Alpen entstehen. Als Folge der Rezession nach dem Ende des Ersten Weltkriegs konnte dieses Vorhaben jedoch nie verwirklicht werden. Am 30. Mai 1920 erfolgte die Gründung der Katō Tetsudō, die im September desselben Jahres von der Saku Tetsudō einen Teil der Konzession für die Ostseite des Chikuma-Tals übernahm. Dabei handelte es sich um die Verbindung von Yashiro über Suzaka und Shinshū-Nakano nach Kijima, zusammenfassend als Katō-Linie bekannt.
Der Abschnitt zwischen den Bahnhöfen Shinshū-Nakano und Kijima (üblicherweise als Kijima-Linie bezeichnet) wurde am 12. Juli 1925 eröffnet. Zuerst noch mit Dampflokomotiven betrieben, erfolgte bereits am 29. Januar 1926 die Elektrifizierung. Am 30. September 1926 fusionierte die Katō Tetsudō mit der Nagano Denki Tetsudō zur Nagano Dentetsu. 1952 erhielt die Bahngesellschaft die Konzession für die Verlängerung der Strecke von Kijima nach Sekiyama, um den in der Nähe gelegenen Wintersportort Nozawa Onsen zu erschließen. Widerstand von Grundstückseigentümern führte jedoch dazu, dass die Nagano Dentetsu 1963 das Projekt aufgab.
Am 1. April 1979 stellte die Nagano Dentetsu den Güterverkehr ein, 1980 folgte die Einführung des Betriebsleitsystems CTC und ab 1. Dezember 1993 verkehrten sämtliche Züge im Einmannbetrieb. Bis 1993 verkehrten vereinzelte direkte Züge von Nagano nach Kijima, doch die Konkurrenz durch Buslinien und die nahe Iiyama-Linie hatten einen markanten Rückgang der Fahrgastzahlen zur Folge. Am 1. April 2002 legte die Nagano Dentetsu die Strecke still und ersetzte sie durch eine Buslinie.

## Liste der Bahnhöfe
| Name                      | km   | Anschlusslinien      | Lage   | Ort    |
| ------------------------- | ---- | -------------------- | ------ | ------ |
| Shinshū-Nakano (信州中野) | 00,0 | Nagaden Nagano-Linie | Koord. | Nakano |
| Nakano-Kita (中野北)      | 01,6 |                      | Koord. | Nakano |
| Shikago (四ヶ郷)          | 03,6 |                      | Koord. | Nakano |
| Akaiwa (赤岩)             | 04,8 |                      | Koord. | Nakano |
| Yanagisawa (柳沢)         | 06,3 |                      | Koord. | Nakano |
| Tagami (田上)             | 08,8 |                      | Koord. | Nakano |
| Shinano-Yasuda (信濃安田) | 11,4 |                      | Koord. | Iiyama |
| Kijima (木島)             | 12,9 |                      | Koord. | Iiyama |